# Hanceville
Hanceville és una població dels Estats Units a l'estat d'Alabama. Segons el cens del 2000 tenia 2.951 habitants.

## Demografia
Segons el cens del 2000, Hanceville tenia 2.951 habitants, 1.167 habitatges, i 710 famílies. La densitat de població era de 277,2 habitants/km².
Dels 1.167 habitatges en un 24% hi vivien nens de menys de 18 anys, en un 45,8% hi vivien parelles casades, en un 11,5% dones solteres, i en un 39,1% no eren unitats familiars. En el 32,6% dels habitatges hi vivien persones soles el 12,1% de les quals corresponia a persones de 65 anys o més que vivien soles. El nombre mitjà de persones vivint en cada habitatge era de 2,23 i el nombre mitjà de persones que vivien en cada família era de 2,84.
Per edats la població es repartia de la següent manera: un 17,8% tenia menys de 18 anys, un 17,7% entre 18 i 24, un 22% entre 25 i 44, un 21,2% de 45 a 60 i un 21,3% 65 anys o més.
L'edat mediana era de 38 anys. Per cada 100 dones hi havia 87,5 homes. Per cada 100 dones de 18 o més anys hi havia 80,8 homes.
La renda mediana per habitatge era de 26.351 $ i la renda mediana per família de 35.370 $. Els homes tenien una renda mediana de 31.439 $ mentre que les dones 18.112 $. La renda per capita de la població era de 13.371 $. Aproximadament el 12,5% de les famílies i el 21,9% de la població estaven per davall del llindar de pobresa.

## Poblacions properes
El següent diagrama mostra les poblacions més properes.